# Еговисты-ильинцы
Еговисты-ильинцы (Иеговисты-ильинцы, Десное братство) — религиозная организация хилиастического и дуалистического характера, основанная в России в 1840-х годах капитаном артиллерии Николаем Сазонтовичем Ильиным (1809—1890), и имевшая своих последователей на Урале, в Средней Азии, на Кавказе и Украине. Возникнув в целом в русле иудео-христианской традиции, отрицают всякую связь с современным иудаизмом и христианством.
Самоназванием движения является термин Еговисты.

## История

### Начальный период. Н. С. Ильин

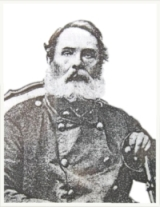
Николай Сазонтович Ильин (1809—1890)

Основателем движения еговистов был Н. С. Ильин, профессиональный военный, вышедший в отставку и поселившийся в 1847 году в поселке Баранчинский в Пермской губернии в качестве инспектора при тамошнем артиллерийском заводе. Живо интересуясь вопросами религии, Ильин видел свою задачу в том, чтобы объединить иудаизм и разные ветви христианства на основе учения о всеобщей братской любви. Ильин проявлял интерес к немецкому пиетизму, в особенности к мистическим сочинениям Иоганна Генриха Юнга-Штиллинга. Ильин придавал особенное значение новозаветной книге Откровения и идее объединения всех истинных верующих. Постепенно Ильин отошёл от православия, и в 1850 году написал религиозно-философское сочинение «Сионская весть», содержавшее основные положения нового религиозного учения. Ильин называл свою доктрину «благовестом» и предвозвещал грядущую в скором будущем битву между Богом и Сатаной и разделение человечества на тех, кто на суде станет по правую (церк.-слав. одесную) и левую сторону (ошуюю) от престола Бога. Эта идея дала первоначальное название группе последователей Ильина, которое до сих пор можно встретить как в религиоведческой, так и в популярной литературе — «Десное братство». Последователи Ильина именовали себя Десным братством в начальный период деятельности общины, а затем усвоили наименование «еговисты».
Вскоре вокруг Ильина сложился кружок последователей, среди которых выделялись С. Лалетин[кто?], богатые купцы, бывшие старообрядцы, братья Волгины[кто?] и другие. Возникновение новой «ереси» не прошло незамеченным, и вскоре гражданские и церковные власти инициировали расследование деятельности Десного братства. Ильина и ряд его последователей обвинили в «совращении душ из православия». Ильин был сослан в Соловецкий монастырь для «духовного исправления». Соловецкий монастырь был крупнейшей монастырской тюрьмой того времени, однако более дюжины других монастырей по всей России выполняли те же функции. Известный исследователь русского религиозного разномыслия Пругавин отмечал в своей работе, посвящённой монастырским тюрьмам, что условия содержания в них были часто невыносимы. В частности, в Соловецком монастыре окна келий не открывались, что делало воздух в них спёртым, пища была скудной и низкокачественной, а контакт заключённых с внешним миром был крайне ограничен. Другие последователи Ильина были наказаны смещением со своих должностей, принуждением к церковному покаянию или переводом на службу в отдалённые места страны.
Ильин находился в монастырском заключении на Соловках с 1859 по 1873 год, а с 1873 по 1879 год в Спасо-Евфимиевом монастыре в Суздале, после чего был освобождён по многочисленным ходатайствам родственников и друзей и ввиду подорванного заключением здоровья и отправлен на поселение в Поланген (а затем Митаву) в Курляндской губернии под строгий полицейский надзор. Такой выбор места для поселения объясняется желанием начальства уберечь православное население от влияния проповеди Ильина, так как он не выказал раскаяния и желания вернуться в православие. Ни во время своего заключения в монастырях, ни проживая в Курляндской губернии, Николай Ильин не переставал писать сочинения, излагающие его учение, и всеми возможными способами передавать их своим последователям, которые относились к Ильину как к посланнику Еговы и учителю истины. Сам Ильин часто подписывал свои сочинения как «Всемирный Светитель», так нередко называют его и современные еговисты-ильинцы. Ильин умер в Митаве (ныне Елгава, Латвия) в 1890 году. Место его погребения неизвестно.

### Еговисты-ильинцы до революции
Ещё при жизни Ильина, благодаря массовой рассылке брошюр, как самим Ильиным, так и его последователями, группы ильинцев возникают в разных частях Российской империи. Центром движения в дореволюционное время оставался Урал, но общины появляются в Закавказье, на Северном Кавказе и на Украине. Ильинцы в дореволюционное время периодически подвергались преследованиям, нередко в отношении их применяется административная ссылка, в том числе в Среднюю Азию. Помимо ссылки, в конце XIX — начале XX века происходит колонизация русскими отдельных частей нынешнего Казахстана и северной части Киргизии. Среди них были и еговисты-ильинцы, которые скоро обнаружили, что новые места обеспечивают им бо́льшую религиозную свободу, чем они имели в России.

### Еговисты-ильинцы в советский период
Ильинцы восприняли революцию 1917 года в целом индифферентно. Их вероучение запрещает участие в боевых столкновениях и убийство, однако ильинцы сразу после революции рассчитывали на большую религиозную свободу. В 1939 году НКВД был обнаружен и уничтожен тайный центр ильинцев в городе Нижний Тагил на Урале. В течение советского периода своей истории ильинцы оставались глубоко подпольным движением, периодически подвергаясь преследованиям, арестам и конфискации религиозной литературы. Нередко юноши-еговисты отказывались от военной службы, что влекло за собой уголовное преследование. Тем не менее, еговисты-ильинцы никогда не прекращали распространение брошюр Ильина, как подпольно напечатанных, так и рукописных или размноженных с помощью копировальной бумаги. Еговисты-ильинцы не регистрируются в органах власти.

### Еговисты-ильинцы в настоящее время
В настоящее время определённое количество еговистов-ильинцев, очевидно, продолжает проживать в Средней Азии. В казахской и российской прессе нередко появлялись сообщения о партиях еговистской литературы, задерживаемых таможенными органами этих стран при попытках ввезти их из Казахстана в Россию. В казахстанской прессе  еговисты-ильинцы иногда упоминаются как одна из «антиобщественных сектантских» организаций. Нынешний период деятельности еговистов отмечен новыми формами распространения религиозной литературы, в частности, активным использованием Интернета и деятельностью по переводу писаний Ильина на разные языки. Так, в Интернете представлен многоязычный сайт еговистов-ильинцев www.yehowists.org, содержащий как русские оригиналы многих брошюр Ильина, адресованных широкой публике, так и их переводы на английский, немецкий, иврит, испанский и другие языки. Приглашения посетить сайт и узнать больше об учении Ильина периодически появляются на форумах и досках объявлений в русскоязычном сегменте Интернета.
Численность еговистов-ильинцев невелика, однако сколько-нибудь точных сведений на этот счёт не существует, поскольку деятельность организации носит достаточно закрытый характер. Ильинцы никогда не публикуют и не распространяют никаких данных о своей численности, а также внутренней жизни и деятельности общин. Есть основания полагать[какие?], что численность еговистов-ильинцев имеет тенденцию к росту за счёт прозелитизма.

## Учение Иеговистов-ильинцев
Учение Ильина в его сегодняшнем виде представляет собой достаточно оригинальную религиозно-философскую систему, в которой основное внимание уделяется таким темам, как тысячелетнее царство, телесное бессмертие человека, грядущая решающая битва Иеговы с Сатаной. Согласно еговистам-ильинцам, в нашей Солнечной системе есть два равносильных Бога — Егова и Сатана. За пределами Земли и Солнечной системы есть и другие Боги, но они не занимаются судьбой человечества, и людям незачем им поклоняться:
…ЕДИНСТВЕННЫЙ БОГЪ надъ человѣками, и только въ ЕГО Власти ключи отъ могилъ и смерти… и только ЕМУ ОДНОМУ должно поклоняться, молиться обо всемъ…»
Боги, так же как и люди, существуют только в телесной форме. Иеговизм полностью отрицает существование души, духов и иных нематериальных сущностей в современном понимании. Поэтому Иегова нередко именуется в еговистской литературе Человекобогом. Согласно Ильину, Иегова — «ЧЕЛОВЕК же и даже ЕВРЕЙ, но только ПРЕДВЕЧНО-БЕССМЕРТНЫЙ…». Егова является Богом бессмертных людей, иначе именуемых иеговистами, а Сатана — Богом смертных людей, сатанистов, к которым относятся последователи традиционных форм христианства и иудаизма.
Некоторые известные религиозные деятели прошлого, согласно сочинениям Ильина, были представителями иеговизма в своё время. В их числе — Ян Гус, квакер Джордж Фокс, немецкий мистик Якоб Бёме, Сократ, Пифагор, Княжна Медичи, Елизавета Криднер, Магомет, Конфуций и другие. Иегова, по мысли Ильина, тождествен Иисусу (или Исусу, как предпочитают писать еговисты). Иисус Христос был временным воплощением Иеговы на Земле. Таким образом, был распят, умер на кресте и воскрес сам Еврейский Бог Иегова. Троицу иеговисты полностью отрицают, считая позднейшей выдумкой Сатаны.
Иегова и Сатана ведут непрекращающуюся борьбу друг с другом. Иеговисты выступают на стороне Иеговы в этой борьбе, распространяя писания Ильина и следуя моральным и ритуальным предписаниям иеговизма. В награду они получают вечную жизнь в телесной форме. В скором времени должна состояться решающая битва между двумя Богами, которую Ильин называет Армагеддоном. В результате победит Иегова, который и установит тысячелетнюю Иерусалимскую Республику. Это будет период благоденствия для человечества. По истечении тысячи лет Сатана освободится, и произойдет ещё одна битва его с Иеговой, в которой сам Сатана и его сторонники будут окончательно уничтожены. После этого Иегова радикально обновит Землю, и затем будет периодически усовершенствовать её. Ильин никогда не называл никаких конкретных сроков и дат начала Армагеддона или установления тысячелетнего царства.

## Почитаемые книги

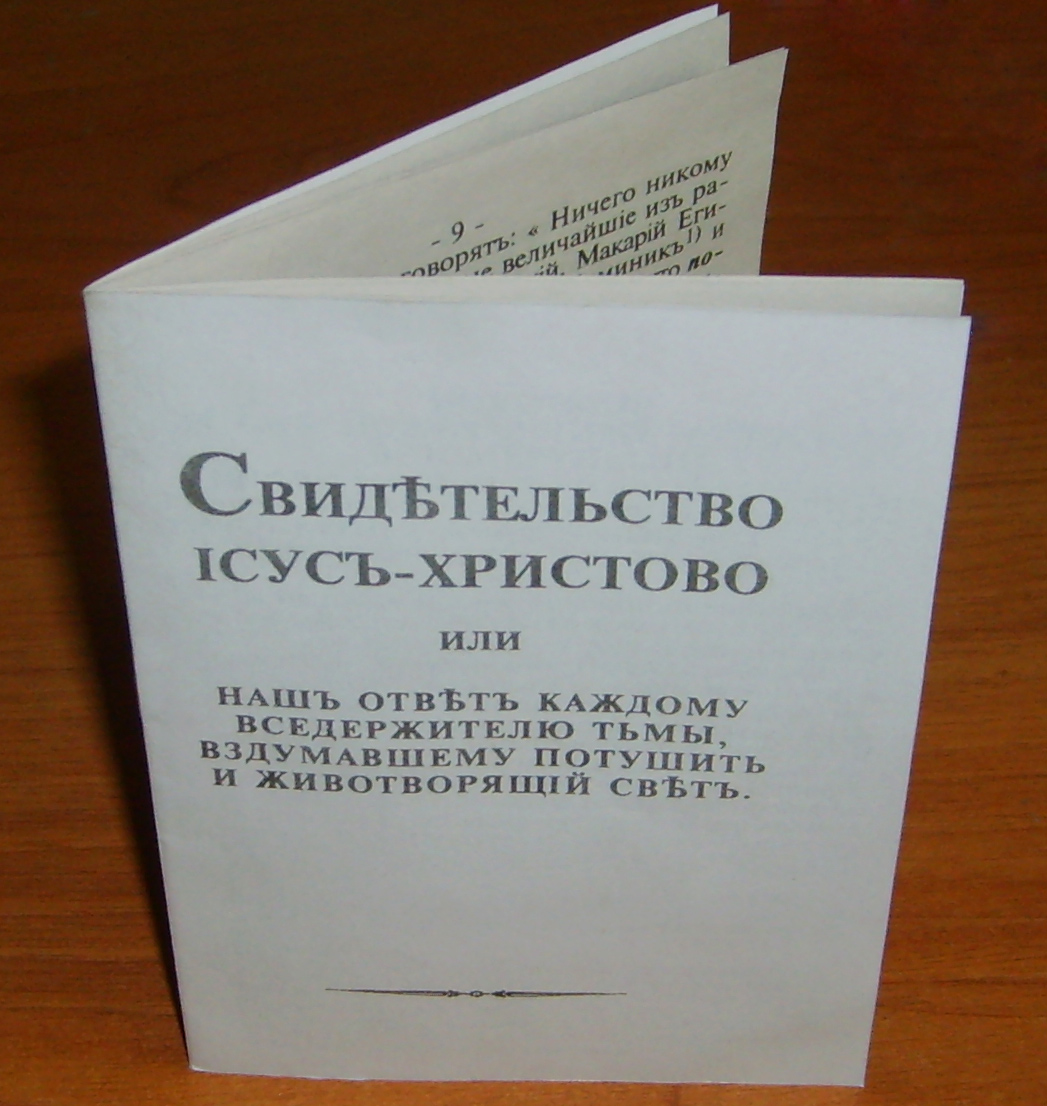
Раздаточная брошюра (Омск, 2012 год)

Еговисты-ильинцы считают текст нынешней христианской (и иудейской) Библии испорченным Сатаной. Хотя в принципе они не отрицают, что Библия содержит определенные истины, её текст считается до такой степени искаженным, что еговисты не используют её вовсе, так как полагают, что читатель не может отделить зерна истины от позднейших сатанинских искажений и дополнений. Хотя сочинения Ильина содержат многочисленные ссылки на Библию, читать её, а также священные книги других религий членам еговистской организации возбраняется. Вместо Библии священной книгой в еговизме считается особая редакция последней библейской книги Откровения Св. Иоанна, известная как «Книга с Неба». Эта книга считается тайной и изучают её только члены еговистской общины. Помимо «Книги с Неба» статус священных писаний в еговизме имеют сочинения Ильина. Они подразделяются на несколько типов в зависимости от периода написания и характера использования. Некоторые книги, написанные Ильиным в начальный период, считаются устаревшими, некоторые предназначены для чтения членами общины или людьми, имеющими уже хорошее представление о еговистском учении. Сочинения начального уровня известны среди еговистов как «раздаточные», потому что именно их рекомендуется раздавать в целях распространения ильинского учения. Все сочинения Ильина воспроизводятся еговистами-ильинцами (как в печатном, так и в рукописном виде) исключительно с полным сохранением дореформенной русской орфографии. Это делается для исключения любой возможности искажения текста в результате воспроизведения.
Распространение «раздаточных» брошюр является единственным санкционированным методом проповеди у еговистов-ильинцев. Николай Ильин строго запрещал своим последователям проповедовать устно, опираясь, во-первых, на пророчество Исаия. 41:25 «…возвеститъ такъ, что ни публичной проповѣди его…на улицѣ никто не услышитъ…», во-вторых, такая проповедь может легко привести к спорам и дебатам с представителями других вероисповеданий, а в-третьих, полагая, что вероятность искажений при устной передаче его вести увеличивается. Брошюры раздаются всем подряд, кому возможно и кто желает их принять.

## Богослужение и обычаи еговистов-ильинцев
Богослужение еговистов носит закрытый характер, и принимать участие в нём могут только члены организации. По косвенным данным можно заключить, что оно состоит в молитвах, пении, чтении священных текстов и курении благовониями (фимиамом). Еговисты используют сборник гимнов, составленный Ильиным, для пения, как во время богослужений, так и неформальных встреч.
Богослужебные встречи ильинцев происходят по субботам (или с вечера пятницы), так как суббота является священным днём покоя, как и в иудаизме. В отличие от иудаизма, правила соблюдения субботнего покоя не столь строгие. Суббота является единственным религиозным праздником еговистов-ильинцев. Празднование Рождества, Пасхи и тому подобных традиционных христианских религиозных праздников не допускается. Однако еговисты используют светские общенародные и личные праздники, такие как Новый Год или день рождения как повод для собрания.
Еговисты-ильинцы строго соблюдают пищевые ограничения, в общих чертах совпадающие с иудейскими. В частности, строго запрещено употребление в пищу свинины, зайчатины и многих морепродуктов.
Еговисты-ильинцы не несут военной службы, не участвуют в боевых действиях. В целом, моральные правила носят общечеловеческий характер. Осуждается ненависть, клевета, несправедливость, ложь, воровство, употребление алкоголя, курение и тому подобные пороки.

## Отношение к образованию
Еговисты-ильинцы высоко ценят светское образование. Ильин неоднократно подчёркивал, что его проповедь обращена, прежде всего, к образованным и просвещённым людям. На практике большинство ильинцев имеют относительно невысокий уровень образования, но это связано, главным образом, с преследованиями их общин властями и ограниченными возможностями получения образования, особенно в сельских районах. Нет формальных ограничений на получение образования, в том числе, высшего, за исключением теологического, юридического, военного и театрального. Последнее связано с тем, что Ильин порицал массовые зрелища и «лицедейство».

## Отношение к другим религиям
Еговизм претендует на исключительность как единственная истинная религия Бога Еговы. Соответственно, согласно учению Ильина, другие религии объявляются неистинными. Участие в богослужениях, и даже простое посещение культовых зданий других религий запрещается. Ильин в своих сочинениях нередко отзывался с похвалой о некоторых религиозных деятелях прошлого, таких как квакеры, новгородские стригольники и др. В целом же отношение Ильина к другим религиям является крайне критическим.

## Критика еговизма
Нередко еговистов-ильинцев обвиняют в ненависти к иным вероисповеданиям. Действительно, многие высказывания Ильина и современных изданий ильинцев изобилуют критикой и не отличаются корректностью выражений. Следует заметить, однако, что такое отношение к иным религиям не переносится на людей, их исповедующих. Ильин неоднократно предупреждал своих последователей жить в ладу и в приятельстве со всеми людьми, независимо от их воззрений. Язык сочинений Ильина вообще, при всей своей красочности, отличается значительной долей солдатской грубости и прямоты. Это зачастую может удивить и даже шокировать неподготовленного читателя. Многих представителей традиционных форм христианства также может оттолкнуть враждебность по отношению к Библии, непочтительность к предметам христианского культа, отрицание таинств, огульной демонизации всей совокупности современного христианства и его культуры. Также для ряда консервативно настроенных представителей фундаментальной христианской традиции может быть неприемлема синкретичность с другими нехристианскими религиозными традициями (например, признание пророком основателя ислама Мухаммеда).

## Правовое положение
В России брошюра еговистов-ильинцев «Свидѣтельство IСУСЪ-ХРИСТОВО» дважды признавалась судами экстремистской. В ноябре 2013 года её запретил Кунцевский районный суд Москвы, а в августе 2014 года — Свердловский районный суд Белгорода.